# Giuseppe Di Giacomo
Giuseppe Di Giacomo és un escriptor i un filòsof italià, destaca sobretot en el camp de l'estètica i pels seus tractats sobre literatura. Autor d'un centenar de publicacions científiques que s'ocupen del vincle entre l'estètica i la literatura, així com la relació entre l'estètica i les arts figuratives, amb especial referència a la cultura modernocontemporània i a problemes actuals com la imatge, la representació, la relació art-vida, la memòria i la noció de testimoniança.

## Biografia
Poc després de la seva graduació en filosofia (amb el professor Emilio Garroni), el 1976 va ensenyar Epistemologia a la Facultat de Ciències Naturals, Matemàtiques i Física a la Universitat de Parma. Des de 1987 és investigador de la Universitat La Sapienza de Roma, on, a partir de 1993 va esdevenir professor associat i va obtenir la càtedra d'Estètica el 2001 (sector científic-disciplinar: M-FIL/04).
Des del 2012 dirigeix, dins la mateixa universitat, el Museu Laboratori d'Art Contemporani (MLAC), ubicat en el Palau del Rectorat. Forma part del cos docent del Doctorat en Filosofia de la seva universitat.
Ha coordinat diverses investigacions nacionals i internacionals sobre estètica. Durant els últims deu anys, coordina una sèrie d'investigacions universitàries (Ricerche di Ateneo), amb la participació d'una trentena de professors provinents de diverses disciplines, sobre temes esteticofilosòfics, artístics i literaris.
Amb Claudio Zambianchi ha tingut cura de l'antologia Alle origini dell'Opera d'arte contemporanea (Roma-Bari, Laterza, 2008, 4 ^ ed. 2012)
És soci fundador de la Società Italiana di Estetica (SIE).
És director de la col·lecció Figure dell'estetica de l'editorial Alboversorio (Milano).
És membre del comitè científic de les revistes
- Paradigmi
- Studi di estetica
- Rivista di estetica
- Estetica. Studi e Ricerche
- Comprendre: revista catalana de filosofia

Membre del comitè científic d'Aesthetica Preprint, col·lecció editorial del Centro Internazionale Studi di Estetica.

## Pensament
Per Di Giacomo, si avui es vol afrontar adequadament la qüestió de la imatge, cal, inicialment, rebutjar tant la interpretació que entén la imatge com si fos el mirall de les coses com la que la considera només com un sistema de signes autoreferencial. A partir de la lectura de Wittgenstein conclou que la representació lògica implica alguna cosa que es mostra i en el manifestar-se esdevé "altre" de la visibilitat de la pròpia representació. Per tant, en el mateix acte de presentació, la imatge mostra l'altre del visible, del representable: l'altre que es revela en el visible, amagat en ella mateixa. I és així com la imatge es converteix en icona de l'invisible.
No obstant això, influït per d'Adorno, afirma un doble procés: per una banda es dona una pèrdua de figurativitat de la imatge i, per l'altra, la continuïtat de subsistència de la imatge mateixa. En efecte, la imatge és, de fet, una cosa i simultàniament una no-cosa: és la paradoxa d'una "irrealitat real." Es refereix a l'intent de separar la dobla naturalesa de la imatge en els elements que el componen: per una banda en un ready-made, en què la dimensió representativa es dissol en una dimensió simplement presentativa, i per l'altre en una simple imatge mental, amb un fràgil suport material.
Les imatges que ens ofereixen del nous mitjans de comunicació són imatges d'imatges i, per això mateix, ni tan sols són pròpiament imatges, sinó simulacions, "simulacres". No és casualitat que les imatges digitals, com a reproduccions, tinguin un escàs un valor d'imatge, ja que tendeixen a assumir l'aparença d'alguna cosa, perdent així aquella connexió de transparència i d'opacitat que caracteritza les autèntiques imatges. Per tant, de fet, la qüestió és saber si els nous mitjans són o no són capaços d'aconseguir veritablement imatges reals.
En particular, en el tipus d'art que Adorno anomena "modern" es troba la superació de la dimensió epifànica pròpia de la icona, on exactament el visible és el lloc de la manifestació de l'invisible com a Absolut. El que emergeix, llavors, és una concepció de la imatge que, essent conscient de la impossibilitat de tota pretensió d'esgotar la realitat i de manifestar l'absolut, pot ser interrogada com a testimoni del que no es deixa traduir en imatge: testimoniar, de fet, és a dir el que és impossible dir completament. En aquest sentit, el testimoni es troba en paral·lel no amb la memòria com a conformitat amb el que ha passat, sinó amb l'immemorial, que es refereix a alguna cosa que ni podem recordar plenament ni oblidar per complet, o sigui a alguna cosa que no és ni completament explicable ni completament inexplicable. En resum, la testimoniança parla a partir d'una incapacitat de parlar. Que la imatge valgui llavors com a testimoni significa que l'intent de dir l'inexplicable és una tasca sense fi, i és per aquesta raó que la qüestió de la imatge és una part integrant de la qüestió ètica. Això implica que en la imatge, no contenint completesa, no es dona cap redempció ni cap apaivagament en la confrontació amb la realitat. Des d'aquest punt de vista, considerar les imatges com a testimoni equival a veure-les com el lloc d'una tensió sempre per resoldre entre la memòria i l'oblit i com a expressió de l'haver de tenir sentit en un horitzó, com l'actual, en què cada vegada més el món i l'art semblen estar abandonats a l'absurd.

## Publicacions principals
- Dalla logica all'estetica. Un saggio intorno a Wittgenstein, Parma, Pratiche, 1989
- Icona e arte astratta. La questione dell'immagine tra presentazione e rappresentazione, Palermo, Centro internazionale studi di estetica, 1999
- Estetica e letteratura. Il grande romanzo tra Ottocento e Novecento, Roma-Bari, Laterza, 1999 (4^ ed. 2010)
- Introduzione a Paul Klee, Roma-Bari, Laterza, 2003
- Narrazione e testimonianza. Quattro scrittori italiani del Novecento, Milano-Udine, Mimesis, 2012
- Entre la paraula i el silenci: la filosofia com a recerca de la veritat, prefaci a Antoni Bosch-Veciana, "Imatge-Mirada-Paraula", Barcelona, Facultat de Filosofia, URL, 2013
- Malevic. Pittura e filosofia dall'Astrattismo al Minimalismo, Carocci, Roma, 2014;
- Fuori dagli schemi. Estetica e arti figurative dal Novecento a oggi, Laterza, Roma-Bari, 2015